# Arcidiecéze San Francisco
Arcidiecéze San Francisco (latinsky Archidioecesis Sancti Francisci) je římskokatolická arcidiecéze na části území severoamerického státu Kalifornie se sídlem ve městě San Francisco a s katedrálou Nanebevzetí P. Marie. Jejím současným arcibiskupem-metropolitou je Mons. Cordileone.

## Historie
V roce 1840 zřídil papež Řehoř XVI. Biskupství obou Kalifornií, které bylo po mexicko-americké válce roku 1849 rozděleno na mexickou a americkou část, která byla zřízena jako Diecéze Monterey. V roce 1853 z ní byla vyčleněna arcidiecéze San Francisco.

## Církevní provincie

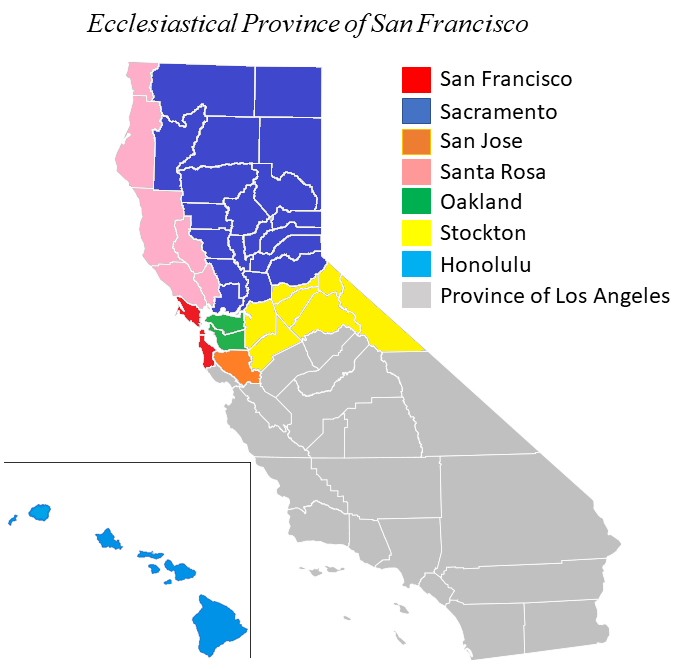
Mapa církevní provincie San Francisco

Jde o metropolitní arcidiecézi (tj. hlavu církevní provincie), jíž jsou podřízeny tyto sufragánní diecéze na území amerických států Kalifornie a Havaj:
- diecéze Honolulu
- diecéze oaklandská
- diecéze sacramentská
- diecéze San José v Kalifornii
- diecéze Santa Rosa v Kalifornii
- diecéze stocktonská

Provincie byla umenšena o tři diecéze v roce 2023, kdy byla vytvořena provincie Las Vegas.